# Suède aux Jeux olympiques
La Suède a participé pour la première fois aux Jeux olympiques d'été de 1896 et, à l'exception des Jeux olympiques d'été de 1904, a toujours envoyé des athlètes aux éditions estivales et hivernales (depuis la création des Jeux olympiques d'hiver en 1924).

## Histoire
En 1896, lorsque les premiers Jeux olympiques de l'ère moderne ont été inaugurés sur les lieux antiques, la Suède a fait partie des 14 nations participantes.

## Bilan général
Après 2016, la Suède totalise 638 médailles (195 médailles d'or, 210 médailles d'argent et 233 médailles de bronze) en 49 participations aux Jeux olympiques (27 fois aux Jeux d'été et 22 fois aux Jeux d'hiver).  
En 1912, Stockholm accueille les Jeux olympiques d'été.
Pour des raisons de la législation sur les entrées d'animaux dans le territoire australien, les épreuves d'équitation ont été annulées. C'est ainsi que, du 10 au 17 juin 1956, 29 pays ont participé aux Jeux équestres de Stockholm.

### Par année
Les Jeux de 1912 à Stockholm ont permis à la délégation suédoise de glaner 24 titres olympiques.
C'est aux Jeux de 1912 à Stockholm, que la moisson fut la meilleure avec 65 médailles (24 en or, 24 en argent et 17 en bronze).

Médailles remportées par la Suède aux Jeux olympiques d'été de 1896 à 2012.

Médailles remportées par la Suède aux Jeux olympiques d'hiver de 1924 à 2014.

| Année | Médaille d'or, Jeux olympiques | Médaille d'argent, Jeux olympiques | Médaille de bronze, Jeux olympiques | Total | Rang |
| 1896  | 0                              | 0                                  | 0                                   | 0     |      |
| 1900  | 0                              | 0                                  | 1                                   | 1     | e    |
| 1904  |                                |                                    |                                     | 0     |      |
| 1908  | 8                              | 6                                  | 11                                  | 25    | e    |
| 1912  | 24                             | 24                                 | 17                                  | 65    | e    |
| 1920  | 19                             | 20                                 | 25                                  | 64    | e    |
| 1924  | 4                              | 13                                 | 12                                  | 29    | e    |
| 1928  | 7                              | 6                                  | 12                                  | 25    | e    |
| 1932  | 9                              | 5                                  | 9                                   | 23    | e    |
| 1936  | 6                              | 5                                  | 9                                   | 20    | e    |
| 1948  | 16                             | 11                                 | 17                                  | 44    | e    |
| 1952  | 12                             | 13                                 | 10                                  | 35    | e    |
| 1956  | 8                              | 5                                  | 6                                   | 19    | e    |
| 1960  | 1                              | 2                                  | 3                                   | 6     | e    |
| 1964  | 2                              | 2                                  | 4                                   | 8     | e    |
| 1968  | 2                              | 1                                  | 1                                   | 4     | e    |
| 1972  | 4                              | 6                                  | 6                                   | 16    | e    |
| 1976  | 4                              | 1                                  | 0                                   | 5     | e    |
| 1980  | 3                              | 3                                  | 6                                   | 12    | e    |
| 1984  | 2                              | 11                                 | 6                                   | 19    | e    |
| 1988  | 0                              | 4                                  | 7                                   | 11    | e    |
| 1992  | 1                              | 7                                  | 4                                   | 12    | e    |
| 1996  | 2                              | 4                                  | 2                                   | 8     | e    |
| 2000  | 4                              | 5                                  | 3                                   | 12    | e    |
| 2004  | 4                              | 2                                  | 1                                   | 7     | e    |
| 2008  | 0                              | 4                                  | 1                                   | 5     | e    |
| 2012  | 1                              | 4                                  | 3                                   | 8     | 37e  |
| 2016  | 2                              | 6                                  | 3                                   | 8     | 29e  |
| Total | 145                            | 170                                | 179                                 | 494   | 10e  |

| Année | Médaille d'or, Jeux olympiques | Médaille d'argent, Jeux olympiques | Médaille de bronze, Jeux olympiques | Total | Rang |
| 1924  | 1                              | 1                                  | 0                                   | 2     |      |
| 1928  | 2                              | 2                                  | 1                                   | 5     |      |
| 1932  | 1                              | 2                                  | 0                                   | 3     |      |
| 1936  | 2                              | 2                                  | 3                                   | 7     |      |
| 1948  | 4                              | 3                                  | 3                                   | 10    |      |
| 1952  | 0                              | 0                                  | 4                                   | 4     |      |
| 1956  | 2                              | 4                                  | 4                                   | 10    |      |
| 1960  | 3                              | 2                                  | 2                                   | 7     |      |
| 1964  | 3                              | 3                                  | 1                                   | 7     |      |
| 1968  | 3                              | 2                                  | 3                                   | 8     |      |
| 1972  | 1                              | 1                                  | 2                                   | 4     |      |
| 1976  | 0                              | 0                                  | 2                                   | 2     |      |
| 1980  | 3                              | 0                                  | 1                                   | 4     |      |
| 1984  | 4                              | 2                                  | 2                                   | 8     |      |
| 1988  | 4                              | 0                                  | 2                                   | 6     |      |
| 1992  | 1                              | 0                                  | 3                                   | 4     |      |
| 1994  | 2                              | 1                                  | 0                                   | 3     | 10e  |
| 1998  | 0                              | 2                                  | 1                                   | 3     | 17e  |
| 2002  | 0                              | 2                                  | 5                                   | 7     | 19e  |
| 2006  | 7                              | 2                                  | 5                                   | 14    | 6e   |
| 2010  | 5                              | 2                                  | 4                                   | 11    | 7e   |
| 2014  | 2                              | 7                                  | 6                                   | 15    | 14e  |
| 2018  | 7                              | 6                                  | 1                                   | 14    | 6e   |
| Total | 57                             | 46                                 | 55                                  | 158   | 7e   |

### Par sport
Après les Jeux olympiques d'été de 2016 à Rio de Janeiro, la lutte est toujours le sport qui rapporte le plus de récompenses aux sportifs suédois.
| Place | Sport              | Médaille d'or, Jeux olympiques | Médaille d'argent, Jeux olympiques | Médaille de bronze, Jeux olympiques | Total | Record |
| 1     | Lutte              | 28                             | 27                                 | 31                                  | 86    |        |
| 2     | Athlétisme         | 19                             | 21                                 | 41                                  | 81    |        |
| 3     | Équitation         | 17                             | 12                                 | 14                                  | 43    |        |
| 4     | Tir                | 15                             | 24                                 | 18                                  | 57    |        |
| 5     | Canoë-Kayak        | 15                             | 11                                 | 4                                   | 30    |        |
| 6     | Voile              | 10                             | 12                                 | 13                                  | 35    |        |
| 7     | Pentathlon moderne | 9                              | 7                                  | 5                                   | 21    |        |
| 8     | Natation           | 9                              | 15                                 | 14                                  | 38    |        |
| 9     | Plongeon           | 6                              | 8                                  | 7                                   | 21    |        |
| 10    | Gymnastique        | 5                              | 2                                  | 1                                   | 8     |        |
| 11    | Cyclisme           | 4                              | 5                                  | 8                                   | 17    |        |
| 12    | Escrime            | 2                              | 3                                  | 2                                   | 7     |        |
| 13    | Football           | 1                              | 1                                  | 2                                   | 4     |        |
| 14    | Tennis de table    | 1                              | 1                                  | 1                                   | 3     |        |
| 15    | Tir à la corde     | 1                              | 0                                  | 0                                   | 11    |        |
| 16    | Boxe               | 0                              | 5                                  | 6                                   | 11    |        |
| 16    | Handball           | 0                              | 4                                  | 0                                   | 4     |        |
| 17    | Tennis             | 0                              | 3                                  | 5                                   | 8     |        |
| 18    | Tir à l'arc        | 0                              | 2                                  | 0                                   | 2     |        |
|       | Aviron             | 0                              | 2                                  | 0                                   | 2     |        |
| 20    | Water polo         | 0                              | 1                                  | 2                                   | 3     |        |
| 21    | Golf               | 0                              | 1                                  | 0                                   | 1     |        |
|       | Triathlon          | 0                              | 1                                  | 0                                   | 1     |        |
| 23    | Haltérophilie      | 0                              | 0                                  | 4                                   | 4     |        |
| Total | Total              | 142                            | 168                                | 178                                 | 488   |        |

| Place  | Sport               | Médaille d'or, Jeux olympiques | Médaille d'argent, Jeux olympiques | Médaille de bronze, Jeux olympiques | Total |
|        | Sports de neige     | 43                             | 34                                 | 42                                  | 129   |
|        | Sports de glace     | 17                             | 14                                 | 14                                  | 45    |
| Total  | Total               | 60                             | 48                                 | 56                                  | 164   |
| Détail |                     |                                |                                    |                                     |       |
| 1      | Ski de fond         | 31                             | 25                                 | 24                                  | 80    |
| 2      | Patinage de vitesse | 7                              | 4                                  | 5                                   | 16    |
| 3      | Ski alpin           | 7                              | 2                                  | 9                                   | 18    |
| 4      | Biathlon            | 5                              | 3                                  | 6                                   | 14    |
| 5      | Patinage artistique | 5                              | 3                                  | 2                                   | 10    |
| 6      | Curling             | 3                              | 3                                  | 2                                   | 4     |
| 7      | Hockey sur glace    | 2                              | 4                                  | 5                                   | 11    |
| 8      | Saut à ski          | 0                              | 1                                  | 1                                   | 2     |
|        | Combiné nordique    | 0                              | 1                                  | 1                                   | 2     |
|        | Ski acrobatique     | 0                              | 1                                  | 1                                   | 2     |
| 11     | Snowboard           | 0                              | 1                                  | 0                                   | 1     |

## Athlètes suédois

### Records
Deux sportifs ont participé à 7 reprises aux Jeux olympiques, l'escrimeuse Kerstin Palm et Ragnar Skanåker (Tir).

#### Sportifs les plus médaillés
Le record du nombre de médailles féminines est détenu par l'athlète Agneta Andersson avec 7 médailles.
Chez les hommes,  le tireur Alfred Swahn est le sportif suédois le plus médaillé aux Jeux olympiques avec 9 médailles,  suivi de Gert Fredriksson avec 8 médailles, et de Vilhelm Carlberg avec 7 médailles.

#### Sportifs les plus titrés
- 6 médailles d'or : :
  - Gert Fredriksson (Canoë-Kayak) est le seul athlète à avoir réussi cet exploit.

- 3 médailles d'or : :
  - Agneta Andersson (Canoë-Kayak) est la sportive suédoise la plus titrée.
  - Alfred Swahn (Tir).
  - Oscar Swahn (Tir).
  - Vilhelm Carlberg (Tir).
  - Daniel Norling (Gymnastique).
  - Eric Lemming (Athlétisme).
  - Ivar Johansson (Lutte).
  - Marcus Hellner (Ski de fond).

| Nom                    | Sport       | Médaille d'or, Jeux olympiques | Médaille d'argent, Jeux olympiques | Médaille de bronze, Jeux olympiques | Total |
| Alfred Swahn           | Tir         | 3                              | 3                                  | 3                                   | 9     |
| Gert Fredriksson       | Canoë-kayak | 6                              | 1                                  | 1                                   | 8     |
| Vilhelm Carlberg       | Tir         | 3                              | 4                                  | 0                                   | 7     |
| Agneta Andersson       | Canoë-kayak | 3                              | 2                                  | 2                                   | 7     |
| Oscar Swahn            | Tir         | 3                              | 1                                  | 2                                   | 6     |
| Johan Olsson           | Ski de fond | 2                              | 1                                  | 3                                   | 6     |
| Eric Carlberg          | Tir         | 2                              | 3                                  | 0                                   | 5     |
| Charlotte Kalla        | Ski de fond | 2                              | 3                                  | 0                                   | 5     |
| Johan Hübner von Holst | Tir         | 2                              | 2                                  | 1                                   | 5     |
| Hugo Johansson         | Tir         | 2                              | 0                                  | 3                                   | 5     |
| Ragnar Skanåker        | Tir         | 1                              | 3                                  | 1                                   | 5     |
| Arne Borg              | Natation    | 1                              | 2                                  | 2                                   | 5     |
| Anja Pärson            | Ski alpin   | 1                              | 1                                  | 4                                   | 5     |
| Mauritz Eriksson       | Tir         | 1                              | 1                                  | 3                                   | 5     |
| Anders Holmertz        | Natation    | 0                              | 4                                  | 1                                   | 5     |
| Fredric Landelius      | Tir         | 0                              | 3                                  | 2                                   | 5     |
| Edvin Wide             | Athlétisme  | 0                              | 1                                  | 4                                   | 5     |

## Porte-drapeau suédois
Les Jeux olympiques de 1920 sont marqués par la première apparition du drapeau olympique et par le premier serment olympique.
En 1908, Erik Granfelt est le premier porteur officiel du drapeau suédois lors d'un défilé olympique.
Le pentathlète Bo Lindman est le seul, à avoir conduit la délégation suédoise par trois fois: en 1924 (avec le titre olympique), puis en 1928 et 1932.
Liste des porte-drapeau suédois conduisant la délégation suédoise lors des cérémonies d'ouverture des Jeux olympiques d'été et d'hiver:
| Jeux             | Porte-drapeau                        | Sport |
| ---------------- | ------------------------------------ | ----- |
| Athènes 1896     |                                      |       |
| Paris 1900       |                                      |       |
| Saint-Louis 1904 |                                      |       |
| Londres 1908     | Erik Granfelt                        |       |
| Stockholm 1912   | Robert Olsson                        |       |
| Anvers 1920      | Hans Granfelt                        |       |
| Paris 1924       | Einar Räberg                         |       |
| Amsterdam 1928   | Bo Lindman                           |       |
| Los Angeles 1932 | Bo Lindman                           |       |
| Berlin 1936      | Bo Lindman                           |       |
| Londres 1948     | Per Carleson                         |       |
| Helsinki 1952    | Bo Eriksson                          |       |
| Melbourne 1956   | Per Carleson                         |       |
| Rome 1960        | Willie Grut                          |       |
| Tokyo 1964       | William Hamilton                     |       |
| Mexico 1968      | Rolf Peterson                        |       |
| Munich 1972      | Jan Jönsson                          |       |
| Montreal 1976    | Jan Karlsson                         |       |
| Moscou 1980      |                                      |       |
| Los Angeles 1984 | Hans Svensson                        |       |
| Séoul 1988       | Hans Svensson                        |       |
| Barcelone 1992   | Agneta Andersson                     |       |
| Atlanta 1996     | Stefan Edberg                        |       |
| Sydney 2000      | Anna Olsson                          |       |
| Athènes 2004     | Lars Frölander                       |       |
| Pékin 2008       | Christian Olsson                     |       |
| Londres 2012     | Rolf-Göran Bengtsson                 |       |
| Rio 2016         | Therese Alshammar                    |       |
| Tokyo 2020       | Max Salminen/ Sara Algotsson Ostholt |       |

| Jeux                        | Porte-drapeau             | Sport |
| --------------------------- | ------------------------- | ----- |
| Chamonix 1924               | Ruben Rundquist           |       |
| Saint-Moritz 1928           | Viking Harbom             |       |
| Lake Placid 1932            | Sven Eriksson             |       |
| Garmisch-Partenkirchen 1936 | Sven Eriksson             |       |
| Saint-Moritz 1948           | Erik Lindström            |       |
| Oslo 1952                   | Erik Elmsäter             |       |
| Cortina d'Ampezzo 1956      | Bror Östman               |       |
| Squaw Valley 1960           | Einar Granath             |       |
| Innsbruck 1964              | Carl-Gustav Briandt       |       |
| Grenoble 1968               | Barbro Martinsson         |       |
| Sapporo 1972                | Hasse Börjes              |       |
| Innsbruck 1976              | Carl-Erik Eriksson        |       |
| Lake Placid 1980            | Eva Olsson                |       |
| Sarajevo 1984               | Mats Waltin               |       |
| Calgary 1988                | Thomas Wassberg           |       |
| Albertville 1992            | Tomas Gustafson           |       |
| Lillehammer 1994            | Pernilla Wiberg           |       |
| Nagano 1998                 | Torgny Mogren             |       |
| Salt Lake City 2002         | Magdalena Forsberg-Wallin |       |
| Turin 2006                  | Anja Pärson               |       |
| Vancouver 2010              | Peter Forsberg            |       |
| Sotchi 2014                 | Anders Södergren          |       |